# Rajesh Koothrappali
Rajesh Ramayan „Raj“ Koothrappali (Hindsky: राजेश रामायण कूथ्राप्पाली) je fiktivní postava z amerického seriálu Teorie velkého třesku (angl. The Big Bang Theory), kterou vytvořili Chuck Lorre a Bill Prady. Postavu ztvárnil Kunal Nayyar.
Rajesh je nejlepší přítel Howarda Wolowitze (Simon Helberg) a jednou z hlavních postav seriálu. Pracuje jako astrofyzik ve Fyzikálním ústavu v Caltech. Jeho hlavní charakteristikou je logopedická porucha, selektivní mutismus, kdy není schopen mluvit s ženami. Tuto bariéru dokáže odstranit pouze požitím alkoholu (nebo jistých experimentálních léků s množstvím vedlejších účinků), tuto vlastnost se mu ale později povede odstarnit úplně, a dokáže již s ženami mluvit normálně. Rajesh je také známý tím, že vystřídal mnoho sexuálních partnerů. Jeho povaha chováním připomíná chování ženy a netají se tím, že má rád Taylor Swift, Beyonce apod. Pochází z bohaté rodiny, kde se o něj staraly služky. Je také velice dobrý kuchař.

## Osobnost
Rajesh, běžně oslovován jako Raj nebo jeho příjmením Koothrappali, pochází z Nového Dillí (Indie) a narodil se 6. října. Pohrdá indickým jídlem a jeho znalosti týkající se indické kultury často neodpovídají skutečnosti. Pravidelně ho můžeme vidět oblečeného do košile v kombinaci s khaki vestou, fialovou bundou a na začátku seriálu ještě s červenou kšiltovkou.
Všichni chlapci v seriálu pravidelně ve středu hrají počítačovou hru Halo v bytě Sheldona a Leonarda.
Obecně je Raj více trpělivý co se týče Sheldona, na rozdíl od Leonarda, Howarda a Penny, nicméně Sheldon jím stále opovrhuje.
Raj trpí „nervózním močovým měchýřem“, tedy dostává nutkání, aby si ulevil když je ve stresu. To jsme mohli vidět když se na něj rozhněvala Penny a on byl donucen doprovázet Leonarda k jejímu příteli Kurtovi, který ji dlužil peníze. 
Také trpí selektivní němotou, což znamená že nemůže mluvit se ženami ani v jejich přítomnosti, kromě své matky a sestry. Mluví s nimi pouze tehdy pokud má v sobě alkohol.
I navzdory svému indického přízvuku často používá slang (fo; shizzle) a slovo dude (česky kámoš).

## Rodina
Raj pravidelně komunikuje se svými rodiči, panem a paní Koothrappaliovými, pomocí webkamery. Jediné ženy, se kterými může komunikovat bez omamných látek, jsou jeho matka, sestra Priya a Siri na iPhonu 4S od výrobce Apple (v páté sérii se mu zdá, že je Siri skutečná a v ten moment k ní nedokáže promluvit).

## Práce
Raj je významným astrofyzikem ve Fyzikální ústavu v Caltech, známým svou publikací o Kuiperově pásu.
Jeho první „objev“ byl Měsíc, který nalezl ve svých pěti letech.
Za jeho objev astronomického objektu mimo Kuiperův pás, 2008 NQ17, který pojmenoval jako „PlanetBollywood“ se dostal v magazínu People mezi 30 vizionářů pod 30 let. Získal větší kancelář a stal se celebritou přitahující závist jeho přátel.
Po šesti měsících neúspěšného výzkumu se Raj obával, že bude deportován zpět do Indie. Aby mohl zůstat ve státě, musel přejít pod jiného profesora, kterým se na nějakou dobu stal Sheldon.

## Obsazení do role
Raj se v původním testovaném pilotním díle neobjevil, ve kterém byli přítomní jen Leonard, Sheldon a mnohem odlišnější verze Penny jménem Katie. Zkušební obecenstvo působilo negativně ohledně Katie, ale oblíbili si Sheldona a Leonarda a tak do nového pilotního dílu obsadili Raje a Howarda. Spolutvůrce seriálu Bill Prady uvedl: „Myšlenka byla, že pokud budou mít tyto dva kluky rádi, udělejme jim další dva.“ Rajeshova sociální úzkost okolo žen je inspirována bývalým spolupracovníkem Pradyho. Bývalý spolupracovník, „Dave“, byl Američan s indickými rodiči. Nicméně to se změnilo, když roli získal Nayyar, protože byl „tak indický“.